# Sony Ericsson W300i
Sony Ericsson W300i é um celular da série Walkman da Sony Ericsson.
O celular é quadriband e conta com vinte MB de memória interna, com um slot de expansão para Memory Stick Micro com no máximo 2 GB. As dimensões são 90 mm × 47 mm × 24 mm e pesa somente 94 g.

## Especificações
| Característica               | Especificação |
| ---------------------------- | --- |
| Tela                         | TFT LCD 262K-cores (128×160 pixels) |
| Memória interna              | 20 MB |
| Slot de memória              | Memory Stick Micro (M2) (máximo de 2 GB suportado).                                                                                        |
| Tamanho                      | 90 × 47 × 24 mm |
| Peso                         | 94 gramas |
| Dados                        | GSM (850/900/1800/1900), GPRS class 10 (4+1/3+2 slots), 32–48 kb/s, HSCSD, EDGE Class 10, 236.8 kbit/s, Bluetooth, Infravermelho, USB v2.0 |
| Cores                        | Preto, branco cintilante e verde limão |
| Tempo stand-by               | Até 400 horas |
| Tempo conversação            | Até 9 horas |
| Tempo MP3 player             | Até 27 horas (reprodução continua) |
| Formatos de mídia compatível | MP3, 3GP, AAC (LC e HE) em ambos MP4 e M4a containers, AMR, MIDI, IMY, EMY, WAV (até 16 kHz), 3GPP                                         |
| Câmera                       | VGA com resolução de 176×144 3GPP video ou 640×480 para fotos                                                                              |
| Resolução                    | 128×160 pixels tela colorida |

## Player de música
O W300i também funciona como um Walkman. O W300i toca faixas de áudio em MP3 e MP4, alguns softwares com o Disc2Phone convetem outros formatos para o suportado pelo aparelho. O W300i também consegue ler a tag id3v1, com informações sobre nome da faixa, artista, álbum para facilitar a busca.